# Hầm mộ St. Leonard

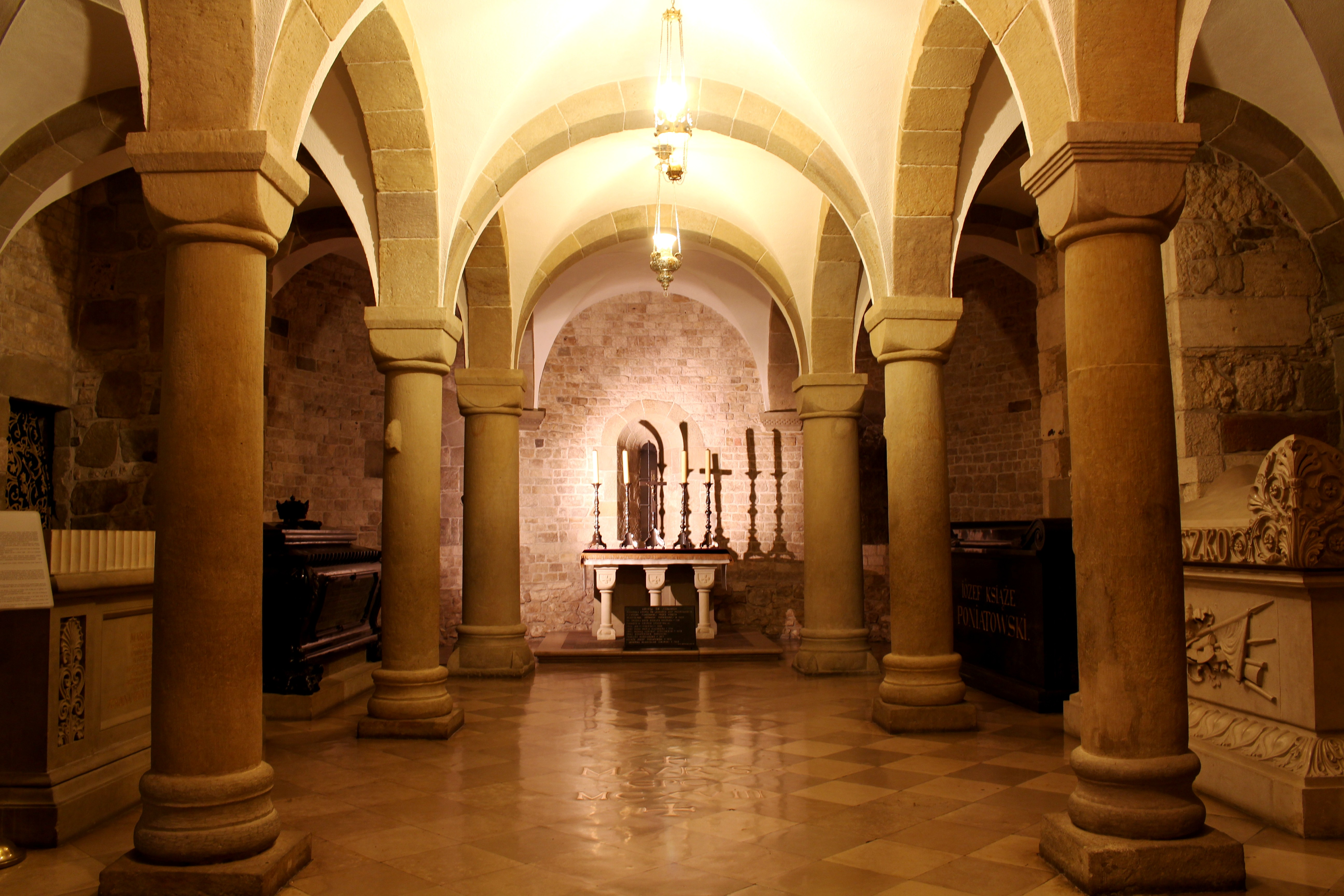
Hầm mộ St. Leonard, với ngôi mộ của Jan III Sobieski.

Hầm mộ St. Leonard dưới Nhà thờ Wawel ở Kraków, Ba Lan, là một hầm mộ kiểu La Mã được thành lập vào thế kỷ 11 (khoảng năm 1038-1039) bởi Casimir I, the Restorer, người đã biến Kraków trở thành thủ đô của mình.
Vào cuối thế kỷ 11, công việc xây dựng bắt đầu trên nhà thờ có tên là 'Hermanowska'. Có khả năng Władysław I Herman là ân nhân của nó. Nhà thờ được thánh hiến vào năm 1142. Người ta biết nhiều hơn về cấu trúc mới này bởi vì hình ảnh của nó được thể hiện trên một con dấu nhà cầu nguyện từ thế kỷ 13 và tàn dư ngày nay vẫn được bảo quản tốt - bao gồm cả phần dưới của Tháp Chuông Bạc.
Toàn bộ hầm mộ của St. Leonard được hỗ trợ bởi tám cột. Năm 1118, giám mục Maurus được chôn cất tại đây. Đĩa Paten và chén thánh sau đó được khai quật từ ngôi mộ. Thời kỳ này cũng đã tạo ra nhà tròn có mái vòm bởi Bastion Ladislaus IV của Hungary từ thế kỷ thứ 12, có thể là nơi rửa tội cho hoàng gia, Nhà thờ gần Hang Rồng và nhà tròn bởi Tháp Sandomierska - có lẽ từ thứ hai một nửa thế kỷ 11
Các hầm mộ là nơi của các ngôi mộ các vị vua và anh hùng Ba Lan như:
- Michael I - Vua của Khối thịnh vượng chung Ba Lan-Litva
- John III Sobieski - cũng là Vua của Khối thịnh vượng chung Ba Lan-Litva và Chỉ huy tại Trận chiến Vienna
- Marie Casimire - Nữ hoàng Khối thịnh vượng chung Ba Lan-Litva và phối ngẫu của John III Sobieski
- Józef Poniatowski - Hoàng tử Ba Lan và Thống chế Pháp
- Tadeusz Kościuszko - tướng Ba Lan, nhà cách mạng và một Thiếu tướng trong Chiến tranh Cách mạng Hoa Kỳ
- Władysław Sikorski - Thủ tướng Chính phủ Ba Lan lưu vong và Tổng tư lệnh các lực lượng vũ trang Ba Lan

Giáo hoàng John Paul II cho biết Thánh lễ đầu tiên của ông trên bàn thờ tại Hầm mộ của St. Leonard vào ngày 2 tháng 11 năm 1946, một ngày sau khi được phong chức linh mục.